# ارتم مرکوشف
ارتم مرکوشف (اوکراینی: Артем Альбертович Меркушов؛ زادهٔ ۷ ژوئن ۱۹۹۶) بازیکن فوتبال اهل اوکراین است.
از باشگاه‌هایی که در آن بازی کرده‌است می‌توان به باشگاه فوتبال ماریوپول اشاره کرد.
وی همچنین در تیم‌های ملی فوتبال Ukraine national under-16 football team و Ukraine national under-17 football team بازی کرده‌است.